# Elaphoglossum edwallii
Elaphoglossum edwallii är en träjonväxtart som beskrevs av Eduard Rosenstock. Elaphoglossum edwallii ingår i släktet Elaphoglossum och familjen Dryopteridaceae. Inga underarter finns listade.